# Torneo de Hua Hin II 2024
El Tailandia Open II 2024 fue un torneo de tenis profesional jugado en canchas duras al aire libre. Se trató de la 7.ª edición del torneo que formó parte de los torneos WTA 250. El evento es una segunda edición especial del torneo solo para 2024, para cubrir una vacante para un torneo WTA 250 en el calendario de la WTA tour de otoño. Se llevó a cabo en Hua Hin, Tailandia, del 16 de septiembre – 22 de septiembre de 2024.

## Distribución de puntos
| Modalidad           | Campeona | Finalista | Semifinales | Cuartos de final | 2ª ronda | 1ª ronda | Clasificadas | 2ª ronda de clasificación | 1ª ronda de clasificación |
| Individual femenino | 280      | 180       | 110         | 60               | 30       | 1        | 18           | 12                        | 1                         |
| Dobles femenino     | 280      | 180       | 110         | 60               | 1        | -        | -            | -                         | -                         |

## Cabezas de serie

### Individual femenino
| Tenista            | Ranking | Preclasificada |
| Dayana Yastremska  | 34      | 1              |
| Kateřina Siniaková | 37      | 2              |
| Wang Xinyu         | 40      | 3              |
| Magda Linette      | 42      | 4              |
| Wang Xiyu          | 53      | 5              |
| Katie Volynets     | 57      | 6              |
| Moyuka Uchijima    | 64      | 7              |
| Varvara Gracheva   | 66      | 8              |

- Ranking del 9 de septiembre de 2024.[2]

### Dobles femenino
| Tenista                               | Ranking | Preclasificada |
| Anna Danilina Irina Khromacheva       | 73      | 1              |
| Tímea Babos Anna Sisková              | 133     | 2              |
| Angelica Moratelli Sabrina Santamaria | 149     | 3              |
| Anna Bondár Mayar Sherif              | 217     | 4              |

## Campeonas

### Individual femenino
Rebecca Šramková venció a  Laura Siegemund por 6-4, 6-4

### Dobles femenino
Anna Danilina /  Irina Khromacheva vencieron a  Eudice Chong /  Moyuka Uchijima por 6-4, 7-5